# Santa Montefiore
Santa Montefiore (født Palmer-Tomkinson; 2. februar 1970) er en britisk forfatter.

## Familiebaggrund
Santa Montefiore blev født Santa Palmer-Tomkinson den 2. februar 1970 i Winchester. Hendes forældre er Charles Palmer-Tomkinson, og Patricia Palmer-Tomkinson (født Dawson). Hendes far, og andre medlemmer af hendes familie, repræsenterede Storbritannien i skiløb på Olympisk niveau. Palmer-Tomkinson familien har store ejendomme i Hampshire og Leicestershire.

## Karriere
Forud for sin karriere som forfatter arbejdede hun i London; først i public relations og senere for juvelér Theo Fennell. Hun har også arbejdet som ekspedient for perfumeriet Farmacia Santa Maria Novella, og for Ralph Lauren.
Hun sendte sit første manuskript til flere forlag under et nom de plume for at distancere sig fra sin søster. Kun en agent udtrykte en interesse, men dette førte til en budkrig mellem flere forlag og endte med, at hun fik kontrakt hos Hodder & Stoughton der gav hende et sekscifret forskud. Montefiore har udgivet mindst én roman hvert år siden 2001. Fire af hendes bøger foregår i Argentina, hvor hun tilbragte et sabbatår, i 1989, med at undervise i engelsk. Hendes bøger er blevet karakteriseret som "strandlæsnings-blockbustere", og har solgt over seks millioner eksemplarer på 25 sprog.
I samarbejde med sin mand har Montefiore skrevet børnebogsserien Londons Royale Kaniner (origanltitel: The Royal Rabbits of London) som er udgivet af Simon & Schuster. 20th Century Fox har købt filmrettighederne, og er i de tidlige stadier af at tilpasse serien til det store lærred.

## Bøger på dansk
- Fyrtårnets hemmeligheder (2018) / Secrets of the Lighthouse
- Den franske gartner (2019) / The French Gardener
- Mød mig under ombutræet (2019) / Meet Me Under the Ombu Tree